# William Casey
William Casey, detto Bill (fl. XX secolo), è stato un bobbista statunitense.

## Biografia
Ai campionati mondiali del 1949 svoltisi a Lake Placid, New York, Stati Uniti d'America conquistò la medaglia d'oro nel bob a quattro con Stanley Benham, Patrick Martin e William D'Amico.